# Liste der Kulturdenkmale in Chemnitz-Kaßberg, I–Z
In der Liste der Kulturdenkmale in Chemnitz-Kaßberg, I–Z sind die Kulturdenkmale des Chemnitzer Stadtteils Kaßberg verzeichnet, die bis März 2022 vom Landesamt für Denkmalpflege Sachsen erfasst wurden (ohne archäologische Kulturdenkmale) und deren Anschrift mit den entsprechenden Anfangsbuchstaben beginnt. Die Anmerkungen sind zu beachten.
Diese Aufzählung ist eine Teilmenge der Liste der Kulturdenkmale in Chemnitz.

## Liste der Kulturdenkmale in Chemnitz-Kaßberg
| Bild                                    | Bezeichnung | Lage                                                                               | Datierung | Beschreibung | ID       |
| --------------------------------------- | --- | ---------------------------------------------------------------------------------- | --- | --- | -------- |
|                                         | Mietshaus in geschlossener Bebauung konzipiert, mit Vorgarten | Kanzlerstraße 5 (Karte)                                                            | Bezeichnet mit 1901 | Anspruchsvoll gestalteter Etagenwohnbau, reicher Bauschmuck in Sandstein, differenziertes Jugendstilornament, Stuckdekoration im Inneren, baugeschichtlich und städtebaulich von Bedeutung | 09204355 |
|                                         | Villa mit Garten | Kanzlerstraße 6 (Karte)                                                            | Bezeichnet mit 1922 | Zurückhaltender traditionalistischer Villenbau mit markantem Eingangsmotiv, weitestgehend original, baugeschichtlich von Bedeutung | 09204354 |
| Weitere Bilder                          | Schule mit Turnhalle und Vorgarten sowie Einfriedungsmauer des Schulhofes (Berufliches Schulzentrum für Wirtschaft II, ehemals Westschule und Höhere Volksschule) | Kanzlerstraße 9 (Karte)                                                            | 1902–1903 | Schulgebäude von bemerkenswerter architektonischer Qualität, markante ornamentale Details, charakteristischer Dachreiter, Schule bildet mit Turnhalle eine hofumschließende Einheit, innen weitgehend original mit qualitätvollem Treppenhaus, baugeschichtlich und ortsgeschichtlich von Bedeutung | 09204303 |
|                                         | Pfarr- und Gemeindehaus, mit Einfriedung (Kirchgemeindehaus der Baptistengemeinde) | Kanzlerstraße 10 (Karte)                                                           | 1920er Jahre | Ortsgeschichtlich und baugeschichtlich von Bedeutung, im traditionellen Stil der 1920er Jahre, Eingang durch drei Spitzbogenarkaden hervorgehoben, ortsgeschichtlich von Bedeutung | 09302826 |
|                                         | Mietshaus in ehemals geschlossener Bebauung | Kanzlerstraße 13 (Karte)                                                           | 1891 | Qualitätvoller Mietsbau mit ausgewogener Fassadengliederung, Porphyrgewände, baugeschichtlich und städtebaulich von Bedeutung | 09204703 |
|                                         | Mietshaus in ehemals geschlossener Bebauung | Kanzlerstraße 15 (Karte)                                                           | 1891 | Qualitätvoller Mietsbau, ausgewogene Fassadengliederung, Porphyrgewände, baugeschichtlich und städtebaulich von Bedeutung | 09204704 |
| Weitere Bilder                          | Mietshaus in offener Bebauung mit Vorgarten und Resten der Einfriedung | Kanzlerstraße 32 (Karte)                                                           | 1899 | Qualitätvoller Mietsbau, symmetrische Fassadengliederung mit neobarocken Formanklängen, baugeschichtlich und städtebaulich von Bedeutung | 09204702 |
|                                         | Mietshaus in geschlossener Bebauung | Kanzlerstraße 43 (Karte)                                                           | 1894 | Anspruchsvoll gestalteter Mietsbau, symmetrische Fassadengliederung mit reichem Bauschmuck, weitestgehend original, baugeschichtlich und städtebaulich von Bedeutung | 09204532 |
|                                         | Mietshaus in geschlossener Bebauung | Kanzlerstraße 55 (Karte)                                                           | 1896 | Zeittypischer gründerzeitlicher Klinkerbau mit gut erhaltener zeittypischer Innenausstattung, baugeschichtlich und städtebaulich von Bedeutung | 09206018 |
|                                         | Mietshaus in geschlossener Bebauung | Kanzlerstraße 58 (Karte)                                                           | 1900 | Qualitätvoller Mietsbau mit ausgewogener Fassadengliederung, weitestgehend original, baugeschichtlich und städtebaulich von Bedeutung | 09204707 |
|                                         | Mietshaus in geschlossener Bebauung in Ecklage, mit Vorgarten zur Uhlichstraße | Kanzlerstraße 60 (Karte)                                                           | 1899 | Anspruchsvoll gestalteter Mietsbau in prominenter städtebaulicher Situation, reiche Gliederung in Porphyr, baugeschichtlich und städtebaulich von Bedeutung | 09204700 |
|                                         | Mietshaus in ehemals geschlossener Bebauung | Kanzlerstraße 78 (Karte)                                                           | 1905 | Anspruchsvoll gestalteter Mietsbau, Jugendstilmotive, charakteristischer Dacherker, baugeschichtlich und städtebaulich von Bedeutung | 09204506 |
|                                         | Villa mit Garten und Einfriedung | Kaßbergstraße 3 (Karte)                                                            | 1873 | Stattlicher spätklassizistisch-gründerzeitlicher Villenbau mit differenziertem Fassadenrelief, baugeschichtlich von Bedeutung | 09204605 |
|                                         | Doppelmietshaus mit Vorgarten und Einfriedung | Kaßbergstraße 24, 26 (Karte)                                                       | 1904 | Etagenwohnbau von besonderer gestalterischen Qualität, ländliche Formanklänge (Fachwerk), Jugendstilmotive, reiche Sandsteindetails, baugeschichtlich von Bedeutung | 09204254 |
| Weitere Bilder                          | Doppelmietshaus (mit Henriettenstraße 5) mit Vorgarten | Kaßbergstraße 28 (Karte)                                                           | 1884 | Qualitätvoller Mietsbau mit kräftiger Fassadengliederung in Ziegel und Sandstein, siehe auch unter Henriettenstraße 5, baugeschichtlich von Bedeutung | 09204252 |
| Weitere Bilder                          | Methodistische Friedenskirche mit Vorgarten | Kaßbergstraße 30 (Karte)                                                           | Bezeichnet mit 1893 | Eigenwilliger neogotischer Kirchenbau in Anlehnung an Formen der norddeutschen Backsteingotik, reicher mehrfarbiger Fassadenschmuck, ausgezeichneter Erhaltungszustand, baugeschichtlich, ortsgeschichtlich und kunstgeschichtlich von Bedeutung | 09204257 |
| Weitere Bilder                          | Villa Keller mit Remise, Garten und Einfriedung | Kaßbergstraße 35 (Karte)                                                           | Um 1870 | Repräsentativer Villenbau, Formanklänge der Neorenaissance, qualitätvoller Bauschmuck, baugeschichtlich und ortsgeschichtlich von Bedeutung, Villa des Unternehmers Eduard Keller, Schwiegersohn des Maschinen- und Lokomotiv-Fabrikanten Richard Hartmann | 09204256 |
|                                         | Mietshaus in geschlossener Bebauung | Leonhardtstraße 1 (Karte)                                                          | 1907 | Anspruchsvoll gestalteter Mietsbau, Jugendstilmotive, charakteristischer Dacherker, bemerkenswertes, zur Durchfahrt offenes Treppenhaus, baugeschichtlich und städtebaulich von Bedeutung | 09204464 |
|                                         | Mietshaus in halboffener Bebauung | Leonhardtstraße 11 (Karte)                                                         | 1902 | Zeittypischer Mietsbau, Teil einer einheitlichen, geschlossen erhaltenen Blockrandbebauung, baugeschichtlich und städtebaulich von Bedeutung | 09204715 |
|                                         | Mietshaus in geschlossener Bebauung | Leonhardtstraße 13 (Karte)                                                         | 1902 | Zeittypischer Mietsbau, Teil einer einheitlichen, geschlossen erhaltenen Blockrandbebauung, baugeschichtlich und städtebaulich von Bedeutung | 09204714 |
|                                         | Mietshaus in geschlossener Bebauung | Leonhardtstraße 15 (Karte)                                                         | 1902 | Zeittypischer Mietsbau, Teil einer einheitlichen, geschlossen erhaltenen Blockrandbebauung, baugeschichtlich und städtebaulich von Bedeutung | 09204719 |
|                                         | Mietshaus in geschlossener Bebauung | Leonhardtstraße 17 (Karte)                                                         | 1903 | Zeittypischer Mietsbau mit markantem Dacherker, Teil einer einheitlichen, geschlossen erhaltenen Blockrandbebauung, baugeschichtlich und städtebaulich von Bedeutung | 09204718 |
|                                         | Mietshaus in geschlossener Bebauung | Leonhardtstraße 19 (Karte)                                                         | 1903 | Zeittypischer Mietsbau, Teil einer einheitlichen, geschlossen erhaltenen Blockrandbebauung, baugeschichtlich und städtebaulich von Bedeutung | 09204717 |
|                                         | Mietshaus in geschlossener Bebauung mit Vorgarten | Leonhardtstraße 23 (Karte)                                                         | 1910 | Etagenwohnbau von herausragender Gestaltungsqualität, kräftige, reich artikulierte Fassadengliederung, hochwertige Innenausstattung, baugeschichtlich und städtebaulich von Bedeutung | 09204429 |
|                                         | Mietshaus in geschlossener Bebauung konzipiert | Leonhardtstraße 29 (Karte)                                                         | 1913 | Qualitätvoller Mietsbau, der in markanter Staffelung die städtebauliche Situation akzentuiert, Kachelschmuck und illusionierte Marmorverkleidung im Vestibül, baugeschichtlich und städtebaulich von Bedeutung | 09204427 |
|                                         | Mietshaus in geschlossener Bebauung konzipiert, mit Vorgarten | Leonhardtstraße 30 (Karte)                                                         | 1912 | Qualitätvoller Mietsbau mit differenzierter Putzgliederung, baugeschichtlich und städtebaulich von Bedeutung | 09204430 |
|                                         | Wohnanlage, bestehend aus drei Wohnhäusern (mit Erich-Mühsam-Straße 36–36a), mit Vorgarten | Leonhardtstraße 31 (Karte)                                                         | Um 1930 | Anspruchsvoll gestalteter Wohnkomplex mit deutlichen expressionistischen Formanklängen, eine der gelungensten Gebäudegruppen der Epoche in Chemnitz, siehe auch unter Erich-Mühsam-Straße 36–36a, baugeschichtlich und städtebaulich von Bedeutung | 09204447 |
|                                         | Mietshaus in geschlossener Bebauung mit Vorgarten | Leonhardtstraße 32 (Karte)                                                         | 1911 | Etagenwohnbau mit kräftiger Fassadengliederung, gründerzeitliche Klinkerfassade, baugeschichtlich von Bedeutung, baugeschichtlich und städtebaulich von Bedeutung | 09302827 |
|                                         | Mietshaus in geschlossener Bebauung mit Vorgarten | Leonhardtstraße 34 (Karte)                                                         | 1911 | Etagenwohnbau mit kräftiger Fassadengliederung, gründerzeitliche Klinkerfassade, baugeschichtlich von Bedeutung, baugeschichtlich und städtebaulich von Bedeutung | 09302828 |
|                                         | Mietshaus in geschlossener Bebauung mit Vorgarten | Leonhardtstraße 36 (Karte)                                                         | 1912 | Etagenwohnbau von besonderer gestalterischer Qualität, kräftiges Fassadenrelief, figürliche Dekorelemente, baugeschichtlich und städtebaulich von Bedeutung | 09204431 |
|                                         | Mietshaus in geschlossener Bebauung mit Vorgarten | Leonhardtstraße 38 (Karte)                                                         | 1913 | Anspruchsvoll gestalteter Mietsbau mit straffer, symmetrischer Putzgliederung, illusionierte Marmorverkleidung im Vestibül, baugeschichtlich und städtebaulich von Bedeutung | 09204426 |
|                                         | Mietshaus in geschlossener Bebauung konzipiert, mit Vorgarten | Leonhardtstraße 40 (Karte)                                                         | 1914 | Traditioneller Putzbau im Reformstil der Zeit um 1910, von städtebaulicher Bedeutung, baugeschichtlich und städtebaulich von Bedeutung | 09206106 |
|                                         | Mietshaus in halboffener Bebauung | Limbacher Straße 3 (Karte)                                                         | 1892 | Qualitätvoller Mietsbau mit mehrfarbigem Ziegelschmuck und markantem Keramikfries unter dem Dachgesims, baugeschichtlich und städtebaulich von Bedeutung | 09204278 |
|                                         | Mietshaus in halboffener Bebauung | Limbacher Straße 7 (Karte)                                                         | Um 1875 | Qualitätvoller Mietsbau, straffe, symmetrische Fassadengliederung mit markantem plastischem Dekor, baugeschichtlich und städtebaulich von Bedeutung | 09204279 |
|                                         | Mietshaus in halboffener Bebauung | Limbacher Straße 11 (Karte)                                                        | Um 1905 | Anspruchsvoll gestalteter Mietsbau in Klinkermischbauweise, neogotische Stilmotive, markanter Ziergiebel, baugeschichtlich und städtebaulich von Bedeutung | 09204280 |
| Weitere Bilder                          | Mietshaus in halboffener Bebauung und rückwärtig im Hof Fabrikgebäude, mit Toreinfahrt und Einfriedung | Limbacher Straße 35 (Karte)                                                        | Um 1875 (Mietshaus); um 1905 (Fabrikgebäude) | Qualitätvoller spätklassizistischer Mietsbau und anspruchsvoll gestaltetes Fabrikgebäude mit straffer Lisenengliederung und markantem Eckmotiv, beide Gebäude weitgehend unverändert, baugeschichtlich und industriegeschichtlich von Bedeutung | 09204585 |
|                                         | Mietshaus in geschlossener Bebauung in Ecklage mit Vorgarten zur Barbarossastraße | Limbacher Straße 41 (Karte)                                                        | 1898 | Qualitätvoller Mietsbau mit symmetrischer, lagebetonter Fassadengliederung und reichem Dekorsystem in Formen der Neorenaissance, städtebaulich wirksam mit dem gegenüberliegenden Pendant, siehe auch Barbarossastraße 101, baugeschichtlich von Bedeutung | 09204318 |
| Direkt Bild zu diesem Denkmal hochladen | Mietshaus in geschlossener Bebauung und Laden | Limbacher Straße 45 (Karte)                                                        | 1899 (Mietshaus); um 1910 (Laden) | Ladenfront original, Tordurchfahrt, wirkungsvoller Mietshausbau im geschlossenen Ensemble mit baugeschichtlicher und ortsentwicklungsgeschichtlicher Bedeutung. Bautechniker Carl Seidel trat als Bauherr auf, übernahm die statischen Berechnungen und zunächst auch die Ausführung, die nach der Fertigstellung des Erdgeschosses in die Hände von Maurermeisters Max L. Theysen gelegt wurden. Für Bauleitung und Entwurf ist Adolf Unger aktenkundig. Der 1899 errichtete Mietshausbau wurde mit Durchfahrt, Wohnung und Ladenwohnung im Parterre konzipiert, vier Wohnungen in den darüber befindlichen Etagen sowie zwei Mieteinheiten unterm Dach. Im Jahr 1960 erfolgten Arbeiten zur Trockenlegung der Außenmauern. Schwach vortretende Seitenrisalite fassen die recht breit gelagerte Klinkerfassade über verputztem Erdgeschoss. Bemerkenswert ist ein leichter, dem Straßenverlauf und somit der Flurstücksgrenze geschuldeter Achsenknick. Stuckmasken befinden sich in den Verdachungen der Beletage; von Seltenheitswert ist die erhaltene originale Schaufensterschabracke. Weitgehend überkommen ist auch die übrige Ausstattung des historistischen Wohngebäudes. Als Bestandteil des Kaßberg-Bebauungsgebietes besitzt das im geschlossenen Straßenzug situierte Haus einen baugeschichtlichen und ortsteilentwicklungsgeschichtlichen Wert. | 09304739 |
| Direkt Bild zu diesem Denkmal hochladen | Mietshaus in geschlossener Bebauung | Limbacher Straße 47 (Karte)                                                        | 1911–1912 | Tordurchfahrt und Laden, wirkungsvoller Wohnungsbau im geschlossen erhaltenen Straßenzug, städtebaugeschichtlich und ortsentwicklungsgeschichtlich von Bedeutung. Zunächst initiierte zu Beginn des Jahres 1912 das Chemnitzer Baugeschäft der Gebrüder Jähnig einen Wohnhausbau mit jeweils drei Wohnungen pro Etage. Im Dachgeschoss waren die Einrichtung einer Wohnung sowie sieben Schlafkammern neben den obligatorischen Gerätekammern vorgesehen. Zeitgleich erging Bauantrag für den Umbau des dreigeschossigen Hofgebäudes. Ab April übernimmt Emil Kühnert das Grundstück und wird für die Arbeiten als Ausführender genannt. Ausnahme bilden die Betondecken, für welche die Firma Paul Oehmichen verantwortlich zeichnet; zeichnungsberechtigt ist Baumeister Auerbach. Die Schlussprüfung datiert vom 24. September 1912. Ein mächtiges Zwerchhaus thront förmlich über der eleganten Mietshausfassade, die durch einen schwach vortretenden, mittig angeordneten Risalit betont wird. Im Erdgeschoss sind ein Ladengeschäft und eine Tordurchfahrt eingerichtet. Sparsam werden am Außenbau Dekorelemente des Reformstils verwendet. Besondere Beachtung findet die beinahe komplett erhaltene Ausstattung des Inneren, so beispielsweise Stuck in der Tordurchfahrt, eine Windfangtür mit geschliffenen Gläsern und das Steintreppenhaus mit eisernem Geländer. Das straßenbildprägende Gebäude besitzt eine baugeschichtliche Bedeutung und ortsteilentwicklungsgeschichtliche Relevanz. | 09304722 |
|                                         | Mietshaus in geschlossener Bebauung | Limbacher Straße 49 (Karte)                                                        | Um 1910 | Repräsentatives Wohnhaus von baugeschichtlichem und städtebaulichem Wert, gleiche Gestaltung wie Nachbarhaus Nr. 51 | 09205970 |
|                                         | Mietshaus in geschlossener Bebauung | Limbacher Straße 51 (Karte)                                                        | Um 1910 | Zeittypisches, qualitätvolles gestaltetes Wohnhaus in gutem Originalzustand, gleiche Gestaltung wie Nachbarhaus Nr. 49, baugeschichtlich von Bedeutung | 09205983 |
|                                         | Fabrik, ehemals Baumwoll- und Kammwollspinnerei Oelhey, später Kontor der Sächsischen Maschinenfabrik, sodann zu Wohnzwecken genutzt | Limbacher Straße 52, 54 (Karte)                                                    | 1835 | Aufgrund seines Alters bemerkenswerter Gewerbebau mit charakteristischem, langgezogenem Krüppelwalmdach, wichtiger Zeuge aus der Frühzeit der Industriearchitektur in Sachsen, weitgehend unverändert, baugeschichtlich von Bedeutung | 09204581 |
| Direkt Bild zu diesem Denkmal hochladen | Mietshaus in geschlossener Bebauung und Werbeschrift neben der Einfahrt | Limbacher Straße 53 (Karte)                                                        | 1910 (Mietshaus); um 1925 (Werbung) | Mit Tordurchfahrt, stattlicher Mietshausbau im geschlossenen Straßenzug mit baugeschichtlichem und ortsentwicklungsgeschichtlichem Wert. Für das viergeschossige Mietshaus in geschlossener Zeilenbebauung zeichnete Alfred Quellmalz als Bauherr verantwortlich, der Maurermeister Otto Michaelis für die Planfertigung und Emil Püschmann hinsichtlich der Ausführung. Zeitgleich entstanden 1910 ein Seitengebäude mit Tischlereinutzung und ein separates Waschhaus. Im Jahr 1968 wurde baubehördlich dem Umbau des Ladengeschäftes zu Wohnzwecken zugestimmt. Hinter der mit Kunststeindekor gegliederten Putzfassade liegen in jeder der oberen Etagen drei Wohnungen, im Erdgeschoss waren neben der Tordurchfahrt eine Wohnung sowie eine Ladenwohnung vorgesehen. Zwei Mietparteien sollten im Dachgeschoss untergebracht werden; diese Wohnungen treten als Zwerchhäuser der in der Tiefe schwach ausgeprägten Seitenrisalite in Erscheinung. Neben der beinahe komplett erhaltenen inneren Ausstattung und einer historischen Werbeschrift an der Einfahrt sind vor allem die 2013 beinahe noch komplett erhaltenen Fenster der Straßenseite zu nennen. Das im geschlossenen Straßenzug situierte Mietshaus mit baugeschichtlichem und ortsteilentwicklungsgeschichtlichem Wert. | 09304738 |
|                                         | Mietshaus in geschlossener Bebauung | Limbacher Straße 57 (Karte)                                                        | 1913 | Gründerzeitlicher Klinkerbau von baugeschichtlichem und städtebaulichem Wert | 09247848 |
|                                         | Mietshaus in geschlossener Bebauung | Limbacher Straße 59 (Karte)                                                        | 1914 | Qualitätvoller Mietsbau mit differenzierter Putzgliederung, im Reformstil der Zeit nach 1910, baugeschichtlich und städtebaulich von Bedeutung | 09204424 |
|                                         | Fabrikgebäude mit Einfriedung | Limbacher Straße 63 (Karte)                                                        | 1898 | Repräsentativ gestalteter Kopfbau einer Produktionshalle mit zweifarbiger Ziegelfassade, zahlreiche Schmuckdetails, auf ganzer Länge erhaltene schmiedeeiserne Einfriedung entlang der Straße, baugeschichtlich und industriegeschichtlich von Bedeutung | 09204525 |
|                                         | Mietshaus in halboffener Bebauung in Ecklage mit Vorgarten zur Franz-Mehring-Straße | Limbacher Straße 65 (Karte)                                                        | 1905 | Stattlicher Eckbau in städtebaulich markanter Lage an einer langgezogenen Kurve der Limbacher Straße im Kreuzungsbereich mit der Franz-Mehring-Straße, gotisierende Schmuckdetails, interessante Treppenhauslösung, baugeschichtlich von Bedeutung | 09204528 |
|                                         | Villa mit Garten und Einfriedung | Marianne-Brandt-Straße 9 (Karte)                                                   | 1897 | Qualitätvoller Villenbau, charakteristisches Eckmotiv, baugeschichtlich von Bedeutung | 09204391 |
|                                         | Villa mit Garten | Marianne-Brandt-Straße 11 (Karte)                                                  | 1888 | Qualitätvoller Villenbau mit straffer Putzgliederung, Neorenaissancemotive, baugeschichtlich von Bedeutung | 09204390 |
|                                         | Wohnhaus | Michaelstraße 8 (Karte)                                                            | 1803 (Dendro) | Typisches ländliches Wohnhaus, wichtig als Zeugnis der frühen Bebauung in diesem Bereich, verschieferte Fachwerkkonstruktion im Obergeschoss, weitestgehend original erhalten, baugeschichtlich von Bedeutung | 09203135 |
| Weitere Bilder                          | Mietshaus in geschlossener Bebauung in Ecklage | Pornitzstraße 1 (Karte)                                                            | 1895 | Etagenwohnbau in besonders guter Gestaltungsqualität, markante turmartige Akzentuierung des Eckbereichs, baugeschichtlich und städtebaulich von Bedeutung | 09204596 |
|                                         | Fabrik in halboffener Bebauung | Pornitzstraße 5 (Karte)                                                            | 1903 | Kleiner Fabrikbau, straffe Fassadengliederung in Ziegel mit differenziertem Relief, baugeschichtlich und ortsgeschichtlich von Bedeutung | 09204597 |
|                                         | Mietshaus in ehemals geschlossener Bebauung mit Vorgarten | Puschkinstraße 6 (Karte)                                                           | 1909 | Qualitätvoller Mietsbau mit bewegter Massengliederung, geometrischer Jugendstildekor, baugeschichtlich und städtebaulich von Bedeutung | 09204499 |
|                                         | Mietshaus in geschlossener Bebauung | Puschkinstraße 7 (Karte)                                                           | 1911 | Qualitätvoller Mietsbau mit differenzierter, vollständig erhaltener Putzgliederung, Kachelverkleidung im Vestibül, baugeschichtlich und städtebaulich von Bedeutung | 09204498 |
|                                         | Mietshaus in ehemals geschlossener Bebauung | Puschkinstraße 11 (Karte)                                                          | 1904 | Wohnhausbau mit seltenem Fassadenaufbau und reicher Ausstattung, baugeschichtlich und städtebaulich von Bedeutung | 09202144 |
|                                         | Mietshaus in ehemals geschlossener Bebauung mit Vorgarten | Puschkinstraße 12 (Karte)                                                          | 1903 | Qualitätvoller Mietsbau mit charakteristischer Fassadengestaltung in zweifarbigem Klinker, baugeschichtlich und städtebaulich von Bedeutung | 09204497 |
|                                         | Mietshaus in Ecklage mit Vorgarten | Puschkinstraße 14 (Karte)                                                          | 1906 | Qualitätvoller Mietsbau, markante städtebauliche Situation, symmetrisch akzentuierte Fassadengestaltung, baugeschichtlich und städtebaulich von Bedeutung | 09204502 |
|                                         | Mietshaus in geschlossener Bebauung in Ecklage mit Laden | Puschkinstraße 15 (Karte)                                                          | 1900 | Qualitätvoller Mietsbau, charakteristische Akzentuierung der Ecksituation, Eckladen mit bemerkenswerter zeitgenössischer Kachelverkleidung, baugeschichtlich und städtebaulich von Bedeutung | 09204501 |
| Weitere Bilder                          | Wohn- und Bürohaus, später Verwaltungsgebäude der Landesversicherung (Landesamt für Familie und Soziales, ehemals Versicherung Deutscher Herold und Deutsche Versicherungen) | Reichsstraße 3 (Karte)                                                             | 1936–1938 | Strenges, jedoch anspruchsvoll gestaltetes Gebäude in beherrschender städtebaulicher Situation, das Merkmale der 30er Jahre mit solchen der Wiederaufbauzeit verbindet, baugeschichtlich und städtebaulich von Bedeutung | 09204598 |
| Weitere Bilder                          | Postgebäude (Anschrift: Reichsstraße 11 und Enzmannstraße 2), mit Vorgarten und Einfriedungsmauer | Reichsstraße 11 (Karte)                                                            | 1902–1904 | Mächtiger, reich gegliederter öffentlicher Bau, neogotische Formensprache, Mosaikfelder mit Schmuckemblemen, baugeschichtlich und städtebaulich von Bedeutung | 09204371 |
| Weitere Bilder                          | Villa mit Garten und Einfriedung | Reichsstraße 26 (Karte)                                                            | 1900 | Stattlicher historistischer Villenbau mit qualitätvollem Bauschmuck, baugeschichtlich und städtebaulich von Bedeutung | 09204609 |
| Weitere Bilder                          | Villa in Ecklage mit Garten, Einfriedung und Remise | Reichsstraße 29 (Karte)                                                            | 1904 | Repräsentative und hochwertige Villa mit differenziertem Fassadenbild im Reformstil der Zeit um 1900, Verdacht auf qualitätvolle Innenausstattung, baugeschichtlich von Bedeutung | 09204273 |
|                                         | Mietshaus in offener Bebauung mit Vorgarten | Reichsstraße 31 (Karte)                                                            | 1895 | Repräsentativer Mietsbau mit klar strukturierter, symmetrisch gegliederter Fassade und differenziertem Dekorsystem in Neorenaissanceformen, baugeschichtlich von Bedeutung | 09204459 |
|                                         | Mietshaus in offener Bebauung mit Vorgarten und Einfriedung | Reichsstraße 34 (Karte)                                                            | 1900 | Repräsentatives villenartiges Mietshaus mit klar strukturierter Fassade und reichem Dekor in Neorenaissanceformen, baugeschichtlich von Bedeutung | 09204268 |
|                                         | Mietshaus in offener Bebauung mit Vorgarten | Reichsstraße 35 (Karte)                                                            | 1888 | Repräsentativer gründerzeitlicher Mietsbau mit symmetrisch gegliederter Fassade und qualitätvollem Dekor, baugeschichtlich von Bedeutung | 09204271 |
|                                         | Mietshaus in offener Bebauung mit Garten, Vorgarten und Einfriedung | Reichsstraße 37 (Karte)                                                            | Bezeichnet mit 1888/1889 | Stattliches Mietshaus mit markanter Eckbetonung und ungewöhnlicher Dachausbildung, baugeschichtlich von Bedeutung | 09204270 |
| Weitere Bilder                          | Mietshaus in offener Bebauung in Ecklage, mit Anbau an der Walter-Oertel-Straße sowie Vorgarten | Reichsstraße 39 (Karte)                                                            | Bezeichnet mit 1911 (Vorderhaus); 1920er Jahre (seitlicher Anbau) | Qualitätvoller Mietsbau mit kräftig durchgliederter Fassade und repräsentativem Eingangsbereich, reich dekoriertes Vestibül, baugeschichtlich von Bedeutung | 09204261 |
|                                         | Mietshaus in offener Bebauung mit Vorgarten | Reichsstraße 40 (Karte)                                                            | 1900 | Anspruchsvoller gründerzeitlicher Mietsbau mit qualitätvollem Dekor, baugeschichtlich von Bedeutung | 09302829 |
|                                         | Mietshaus in offener Bebauung in Ecklage mit Vorgarten | Reichsstraße 41 (Karte)                                                            | 1897 | Repräsentatives Etagenwohnhaus mit markanter Eckausbildung, anspruchsvoll und reich dekoriert in Formen der Neorenaissance, baugeschichtlich von Bedeutung | 09204260 |
|                                         | Mietshaus in offener Bebauung mit Vorgarten | Reichsstraße 42 (Karte)                                                            | 1887 | Anspruchsvoller Mietsbau mit symmetrisch gegliederter Fassade und zurückhaltendem, aber qualitätvollem Dekor, baugeschichtlich von Bedeutung | 09204263 |
| Weitere Bilder                          | Mietshaus in offener Bebauung mit Vorgarten und Garten | Reichsstraße 44 (Karte)                                                            | 1900 | Früher gründerzeitlicher Wohnbau als Bestandteil eines Ensembles in offener Bauweise, städtebaulich von Bedeutung | 09203291 |
| Weitere Bilder                          | Schule mit Vorgarten (Friedrich-Fröbel-Schule, ehemals Höhere Mädchen-Bildungsanstalt) | Reichsstraße 45 (Karte)                                                            | 1912 | Stattliches Schulgebäude mit repräsentativem Eingangsvorbau und Putzdekor in Formen des geometrischen Jugendstils, baugeschichtlich und ortsgeschichtlich von Bedeutung | 09204267 |
|                                         | Mietshaus in offener Bebauung mit Vorgarten | Reichsstraße 46 (Karte)                                                            | 1894 | Stattliches Mietshaus mit anspruchsvollem Dekorsystem in klassizisierenden Formen, sehr guter Erhaltungszustand, baugeschichtlich von Bedeutung | 09204262 |
| Weitere Bilder                          | Mietshaus oder Verwaltungsgebäude, Eckhaus mit Vorgarten | Reichsstraße 48 (Henriettenstraße 11) (Karte)                                      | 1892 | Qualitätvoller Putzbau mit reichem Bauschmuck, baugeschichtlich von Bedeutung | 09204706 |
| Weitere Bilder                          | Mietshaus in halboffener Bebauung in Ecklage mit Laden und Vorgarten | Reichsstraße 50 (Karte)                                                            | 1888 | Stattlicher Eckbau mit lagebetonter Fassadengliederung und anspruchsvollem Dekorsystem, seltene halbrunde Treppenhausform, baugeschichtlich von Bedeutung | 09204265 |
| Weitere Bilder                          | Mietshaus in vormals geschlossener Bebauung mit Vorgarten | Reichsstraße 54 (Karte)                                                            | 1887 | Qualitätvoller Mietsbau mit anspruchsvoll gegliederter Fassade in Neorenaissanceformen, guter Erhaltungszustand, baugeschichtlich von Bedeutung | 09204264 |
| Weitere Bilder                          | Fabrikkomplex mit zwei eingeschossigen Werkshallen an Hartmannstraße und im Hof sowie einem dreigeschossigen Fertigungsgebäude an der Reichsstraße (Ermafa-Passage, ehemals VEB Erste Chemnitzer Maschinenfabrik und Haubolds Maschinenfabrik) | Reichsstraße 58, 60 (Uhlichstraße 2a) (Karte)                                      | 1900/1901 (Montagehalle Gebäude B an der Hartmannstraße); 1903 (Montagehalle Gebäude C im Hof an der Uhlichstraße); 1916/17 (Montagehalle Gebäude A an der Reichsstraße) | Fabrikkomplex von herausragender industriegeschichtlicher Bedeutung, Gottlieb Haubold gilt als Gründungsvater des Chemnitzer Maschinenbaus, Bauten von überdurchschnittlicher architektonischer Qualität, in hohem Maße stadtbildprägend | 09204716 |
|                                         | Mietshaus in geschlossener Bebauung | Rudolf-Breitscheid-Straße 15 (Karte)                                               | 1902 | Mietsbau von besonderem gestalterischem Anspruch, charakteristische Fassadendekoration mit Jugendstilanklängen, baugeschichtlich und städtebaulich von Bedeutung | 09204484 |
|                                         | Mietshaus in geschlossener Bebauung | Rudolf-Breitscheid-Straße 16 (Karte)                                               | 1902 | Qualitätvoller Mietsbau mit symmetrischer Fassadengliederung und zurückhaltendem Dekor in gotisierenden Formen, baugeschichtlich und städtebaulich von Bedeutung | 09204412 |
|                                         | Mietshaus in geschlossener Bebauung | Rudolf-Breitscheid-Straße 17 (Karte)                                               | Bezeichnet mit 1903 | Anspruchsvoll gestalteter Mietsbau mit differenzierter Fassadengliederung und reichen Dekordetails, baugeschichtlich und städtebaulich von Bedeutung | 09204408 |
|                                         | Mietshaus in vormals geschlossener Bebauung | Rudolf-Breitscheid-Straße 18 (Karte)                                               | 1900 | Schlichter spätgründerzeitlicher Mietsbau mit zurückhaltendem Fassadenschmuck, baugeschichtlich und städtebaulich von Bedeutung | 09204411 |
|                                         | Mietshaus in geschlossener Bebauung | Rudolf-Breitscheid-Straße 19 (Karte)                                               | 1902 | Ausgewogen gestalteter Mietsbau mit symmetrischer, mittenbetonter Fassadengestaltung, baugeschichtlich und städtebaulich von Bedeutung | 09204409 |
|                                         | Mietshaus in geschlossener Bebauung | Rudolf-Breitscheid-Straße 21 (Karte)                                               | 1899 | Anspruchsvoll gestalteter Mietsbau mit symmetrischer Fassadendisposition und markantem Dacherker, baugeschichtlich und städtebaulich von Bedeutung | 09204483 |
|                                         | Mietshaus in geschlossener Bebauung konzipiert | Rudolf-Breitscheid-Straße 22 (Karte)                                               | 1896 | Markanter Mietsbau mit mittenbetontem Fassadenaufbau und reichhaltigem Schmuck in Neorenaissanceformen, nahezu unverändert erhalten, baugeschichtlich und städtebaulich von Bedeutung | 09204410 |
|                                         | Mietshaus in geschlossener Bebauung in Ecklage mit Vorgarten und Laden | Rudolf-Marek-Straße 1 (Karte)                                                      | 1910 | Stattlicher Eckbau mit bewegter, lagebetonter Massengliederung und akzentuiertem Fassadendekor, markantes Eckportal, baugeschichtlich und städtebaulich von Bedeutung | 09204526 |
|                                         | Mietshaus in geschlossener Bebauung mit Vorgarten | Rudolf-Marek-Straße 3 (Karte)                                                      | 1910 | Zeittypischer Mietsbau mit vertikal akzentuierter Putzgliederung, im Reformstil der Zeit um 1910, baugeschichtlich und städtebaulich von Bedeutung | 09204563 |
|                                         | Mietshaus in geschlossener Bebauung | Rudolf-Marek-Straße 4 (Karte)                                                      | 1910 | Zeittypischer Wohnhausbau in Klinkermischbauweise von städtebaulichem und baugeschichtlichem Wert | 09247874 |
|                                         | Mietshaus in geschlossener Bebauung | Rudolf-Marek-Straße 7 (Karte)                                                      | 1911 | Zeittypischer Putzbau mit gut erhaltener Innenausstattung, im Reformstil der Zeit um 1910, von städtebaulichem und baugeschichtlichem Wert | 09300730 |
|                                         | Mietshaus in geschlossener Bebauung | Rudolf-Marek-Straße 14 (Karte)                                                     | 1906 | Schlichter Putzbau mit sehr gut erhaltener Innenausstattung, baugeschichtlich und städtebaulich von Bedeutung | 09300731 |
| Weitere Bilder                          | Zwei Pyramideneichen, ursprünglich beiderseits der in der Reichskristallnacht zerstörten Chemnitzer Synagoge stehend | Stephanplatz (Karte)                                                               | Um 1900 gepflanzt | Als letzte Zeugnisse des Synagogenstandortes von stadtgeschichtlicher Bedeutung | 09302370 |
|                                         | Mietshaus in geschlossener Bebauung in Ecklage mit Vorgarten | Theodor-Lessing-Straße 2 (Karte)                                                   | 1911 | Anspruchsvoll gestalteter Mietsbau, differenzierte Putzgliederung, im Reformstil Der Zeit um 1910, wirkungsvolle Akzentuierung der Ecksituation, baugeschichtlich und städtebaulich von Bedeutung | 09204518 |
|                                         | Mietshaus in geschlossener Bebauung mit Vorgarten | Theodor-Lessing-Straße 3 (Karte)                                                   | 1907 | Anspruchsvoller Mietsbau mit zurückhaltendem Dekor, baugeschichtlich von Bedeutung, baugeschichtlich und städtebaulich von Bedeutung | 09302830 |
|                                         | Mietshaus in geschlossener Bebauung mit Vorgarten | Theodor-Lessing-Straße 4 (Karte)                                                   | 1908 | Schlicht gestalteter Mietsbau, markante Balkone, städtebaulich von Bedeutung, baugeschichtlich und städtebaulich von Bedeutung | 09204178 |
|                                         | Mietshaus in geschlossener Bebauung mit Vorgarten und Einfriedung | Theodor-Lessing-Straße 6 (Karte)                                                   | 1909 | Anspruchsvoll gestalteter Mietsbau mit differenziertem Putzdekor, bemerkenswerte zeitgenössische Einfriedung, baugeschichtlich und städtebaulich von Bedeutung | 09204513 |
|                                         | Mietshaus in ehemals geschlossener Bebauung mit Vorgarten | Theodor-Lessing-Straße 7 (Karte)                                                   | Bezeichnet mit 1907 | Qualitätvoller Mietsbau mit reicher Fassadendekoration in Putz, baugeschichtlich und städtebaulich von Bedeutung | 09204512 |
| Weitere Bilder                          | Mietshaus in geschlossener Bebauung mit Vorgarten und Einfriedung | Theodor-Lessing-Straße 8 (Karte)                                                   | 1909 | Anspruchsvoll gestalteter Mietsbau mit differenzierter Putzgliederung und charakteristischen, symmetrisch angeordneten Balkons, baugeschichtlich und städtebaulich von Bedeutung | 09204514 |
| Weitere Bilder                          | Mietshaus in geschlossener Bebauung mit Vorgarten und Resten der Einfriedung | Theodor-Lessing-Straße 10 (Karte)                                                  | 1907 | Anspruchsvoll gestalteter Etagenwohnbau mit zurückhaltender Putzgliederung, von hoher Ausstattungsqualität, baugeschichtlich und städtebaulich von Bedeutung | 09204515 |
|                                         | Mietshaus in ehemals geschlossener Bebauung mit Vorgarten | Theodor-Lessing-Straße 11 (Karte)                                                  | 1913 | Qualitätvoller Mietsbau im Reformstil der Zeit nach 1910, markante symmetrische Putzgliederung, bemerkenswert malerische Innenausstattung, baugeschichtlich und städtebaulich von Bedeutung | 09204511 |
|                                         | Mietshaus in geschlossener Bebauung mit Vorgarten | Theodor-Lessing-Straße 13 (Karte)                                                  | 1905 | Zeittypischer Mietsbau, ausgewogene Fassadengliederung mit markantem Mittelakzent, baugeschichtlich und städtebaulich von Bedeutung | 09204510 |
|                                         | Mietshaus in geschlossener Bebauung mit Vorgarten | Theodor-Lessing-Straße 15 (Karte)                                                  | 1908 | Qualitätvoller Mietsbau mit kräftigem Fassadenrelief, differenzierte Putzgliederung, Kachelschmuck und Stuckdekor im Vestibül, baugeschichtlich und städtebaulich von Bedeutung | 09204560 |
|                                         | Mietshaus in geschlossener Bebauung mit Vorgarten | Theodor-Lessing-Straße 17 (Karte)                                                  | 1912 | Qualitätvoller Mietsbau mit kräftigem Fassadenrelief und differenzierter, vertikal akzentuierter Putzgliederung, Kachelverkleidung und Deckenstuck im Vestibül, in ähnlicher Gestaltung wie Nr. 19, baugeschichtlich und städtebaulich von Bedeutung | 09204555 |
|                                         | Mietshaus in geschlossener Bebauung mit Vorgarten | Theodor-Lessing-Straße 18 (Karte)                                                  | 1909 | Späthistoristischer Mietshausbau, Putz-Klinker-Fassade, mit reicher originaler Ausstattung, baugeschichtlich von Bedeutung, baugeschichtlich und städtebaulich von Bedeutung | 09202145 |
|                                         | Mietshaus in geschlossener Bebauung mit Vorgarten | Theodor-Lessing-Straße 19 (Karte)                                                  | 1911 | Qualitätvoller Mietsbau mit kräftigem Fassadenrelief und differenzierter, vertikal akzentuierter Putzgliederung, in ähnlicher Gestaltung wie Nr. 17, baugeschichtlich und städtebaulich von Bedeutung | 09302831 |
|                                         | Mietshaus in geschlossener Bebauung mit Vorgarten | Theodor-Lessing-Straße 20 (Karte)                                                  | 1909 | Späthistoristisches Wohnhaus in Klinkermischbauweise von städtebaulicher und baugeschichtlicher Bedeutung | 09245269 |
|                                         | Mietshaus in geschlossener Bebauung in Ecklage mit Vorgarten | Theodor-Lessing-Straße 21 (Karte)                                                  | 1911 | Qualitätvoller Mietsbau im Reformstil der Zeit um 1910, baugeschichtlich und städtebaulich von Bedeutung | 09302832 |
| Weitere Bilder                          | Fabrikkomplex mit zwei eingeschossigen Werkshallen an Hartmannstraße und im Hof sowie einem dreigeschossigen Fertigungsgebäude an der Reichsstraße (Ermafa-Passage, ehemals VEB Erste Chemnitzer Maschinenfabrik und Haubolds Maschinenfabrik) | Uhlichstraße 2a (Reichsstraße 58, 60) (Karte)                                      | 1900/1901 (Montagehalle Gebäude B an der Hartmannstraße); 1903 (Montagehalle Gebäude C im Hof an der Uhlichstraße); 1916/17 (Montagehalle Gebäude A an der Reichsstraße) | Fabrikkomplex von herausragender industriegeschichtlicher Bedeutung, Gottlieb Haubold gilt als Gründungsvater des Chemnitzer Maschinenbaus, Bauten von überdurchschnittlicher architektonischer Qualität, in hohem Maße stadtbildprägend | 09204716 |
|                                         | Mietshaus in geschlossener Bebauung mit Vorgarten | Uhlichstraße 21 (Karte)                                                            | 1901 | Qualitätvoller gründerzeitlicher Mietsbau mit dichter Fassadengliederung, identisch mit Nr. 23, baugeschichtlich und städtebaulich von Bedeutung | 09204266 |
|                                         | Mietshaus in geschlossener Bebauung mit Vorgarten | Uhlichstraße 23 (Karte)                                                            | 1901 | Qualitätvoller gründerzeitlicher Mietsbau mit dichter Fassadengliederung, identisch mit Nr. 21, baugeschichtlich und städtebaulich von Bedeutung | 09204701 |
|                                         | Mietshaus in geschlossener Bebauung mit Vorgarten und Einfriedung | Uhlichstraße 30 (Karte)                                                            | 1. Hälfte 1920er Jahre | Qualitätvoller Mietsbau mit kräftigem Fassadenrelief und markanter Putzgliederung, expressionistische Formanklänge, markante Lage am Andréplatz, baugeschichtlich und städtebaulich von Bedeutung | 09204583 |
| Weitere Bilder                          | Produktionshalle einer Fabrik an der Ulmenstraße (rückwärtige Shedhallen vor 2009 abgebrochen) (ehemals Werkzeugmaschinenfabrik UNION) | Ulmenstraße (in amtlicher Denkmalliste unter Zwickauer Straße 100 geführt) (Karte) | 1912–1913 | Anspruchsvoll gestalteter Fabrikbau mit repräsentativer neoklassizistischer Straßenfront, Architekten: Zapp & Basarke, weitestgehend unverändert, ortsgeschichtlich und baugeschichtlich von Bedeutung | 09204490 |
|                                         | Mietshaus in Ecklage mit Vorgarten | Ulmenstraße 14 (Karte)                                                             | 1904 | Qualitätvoller Mietsbau, bewegte Massengliederung durch Standerker, charakteristische Eckausbildung, neogotische Stilmotive, Stuckdekoration im Vestibül, baugeschichtlich und städtebaulich von Bedeutung | 09204402 |
| Weitere Bilder                          | Mietshaus in geschlossener Bebauung in Ecklage mit Vorgarten | Ulmenstraße 16 (Karte)                                                             | 1902 | Etagenwohnbau von herausragender Gestaltungsqualität, stadtbildprägendes Turmmotiv, charakteristisches Zierfachwerk, anspruchsvolle Gestaltung des Vestibüls, baugeschichtlich und städtebaulich von Bedeutung | 09204400 |
|                                         | Mietshaus in ehemals geschlossener Bebauung mit Vorgarten | Ulmenstraße 18 (Karte)                                                             | 1902 | Anspruchsvoll gestalteter Etagenwohnbau, neogotische Stilelemente, charakteristisches Erkermotiv, anspruchsvolle Gestaltung des Eingangsbereichs, baugeschichtlich und städtebaulich von Bedeutung | 09204401 |
|                                         | Mietshaus in Ecklage mit Vorgarten | Ulmenstraße 19 (Karte)                                                             | 1911 | Qualitätvoller Mietsbau in dominierender städtebaulicher Position, Kachelschmuck im Vestibül, baugeschichtlich und städtebaulich von Bedeutung | 09204491 |
|                                         | Mietshaus in geschlossener Bebauung mit Vorgarten und Einfriedungsmauer | Ulmenstraße 21 (Karte)                                                             | 1911 | Qualitätvoller Mietsbau mit symmetrischer, vertikal akzentuierter Fassadengliederung, Kachelverkleidung und Deckenstuck im Vestibül, baugeschichtlich und städtebaulich von Bedeutung | 09204492 |
|                                         | Mietshaus in geschlossener Bebauung in Ecklage mit Vorgarten | Ulmenstraße 22 (Karte)                                                             | 1904 | Qualitätvoller Mietsbau, im Reformstil der Zeit um 1910, charakteristische Eckausbildung, zurückhaltender Putzdekor, baugeschichtlich und städtebaulich von Bedeutung | 09204403 |
|                                         | Mietshaus in geschlossener Bebauung mit Vorgarten | Ulmenstraße 31 (Karte)                                                             | 1906 | Zeittypischer Mietsbau mit bemerkenswerter malerischer Dekoration im Eingangsbereich, baugeschichtlich und städtebaulich von Bedeutung | 09204504 |
|                                         | Mietshaus in geschlossener Bebauung in Ecklage mit Vorgarten | Ulmenstraße 35 (Karte)                                                             | 1913 | Markanter Mietsbau in beherrschender Lage, im Reformstil der Zeit um 1910, prägt durch kuppelartig bekrönte Dacherker das Straßenbild, baugeschichtlich und städtebaulich von Bedeutung | 09204503 |
|                                         | Mietshaus in ehemals geschlossener Bebauung | Ulmenstraße 38 (Karte)                                                             | 1910 | Original erhaltener Putzbau im Reformstil der Zeit um 1910, von städtebaulichem und baugeschichtlichem Wert | 09203225 |
|                                         | Mietshaus in geschlossener Bebauung mit Vorgarten | Ulmenstraße 39 (Karte)                                                             | 1900 | Qualitätvoller Mietsbau, symmetrische Fassadenkomposition, Gründerzeitfassade, baugeschichtlich und städtebaulich von Bedeutung | 09302833 |
|                                         | Mietshaus in geschlossener Bebauung mit Vorgarten | Ulmenstraße 41 (Karte)                                                             | 1905 | Qualitätvoller Mietsbau, symmetrische Fassadenkomposition, Jugendstildetails, baugeschichtlich und städtebaulich von Bedeutung | 09204505 |
|                                         | Mietshaus in ehemals geschlossener Bebauung mit Vorgarten | Ulmenstraße 42 (Karte)                                                             | 1912 | Anspruchsvoll gestalteter Mietsbau, im Reformstil der Zeit um 1910, charakteristische Putzdekoration, markante Bekrönung, baugeschichtlich und städtebaulich von Bedeutung | 09204537 |
|                                         | Mietshaus in geschlossener Bebauung | Ulmenstraße 43 (Karte)                                                             | 1902 | Gründerzeitlicher Etagenwohnbau mit qualitätvoller Fassadengestaltung, baugeschichtlich und städtebaulich von Bedeutung | 09204500 |
|                                         | Mietshaus in ehemals geschlossener Bebauung mit Vorgarten | Ulmenstraße 46 (Karte)                                                             | 1912 | Der Reformarchitektur der Zeit um 1910 verpflichteter Wohnbau mit originaler Ausstattung, baugeschichtlich und städtebaulich von Bedeutung | 09203415 |
|                                         | Mietshaus in ehemals geschlossener Bebauung mit Vorgarten | Ulmenstraße 53 (Karte)                                                             | 1907 | Anspruchsvoll gestalteter Etagenwohnbau mit neogotischen Stilmotiven und charakteristischen Dacherkern in Form von Treppengiebeln, baugeschichtlich und städtebaulich von Bedeutung | 09204538 |
| Weitere Bilder                          | Mietshaus in geschlossener Bebauung mit Vorgarten (bauliche Einheit mit Nr. 59) | Ulmenstraße 57 (Karte)                                                             | 1908 | Anspruchsvoll gestalteter Etagenwohnbau, im Reformstil der Zeit um 1910, charakteristisches Mansarddach, Steinverkleidung im Vestibül, symmetrisch mit Nr. 59, baugeschichtlich und städtebaulich von Bedeutung | 09204542 |
| Weitere Bilder                          | Mietshaus in geschlossener Bebauung mit Vorgarten (bauliche Einheit mit Nr. 57) | Ulmenstraße 59 (Karte)                                                             | 1908 | Anspruchsvoll gestalteter Etagenwohnbau, im Reformstil der Zeit um 1910, charakteristisches Mansarddach, Steinverkleidung im Vestibül, symmetrisch mit Nr. 57, baugeschichtlich und städtebaulich von Bedeutung | 09204541 |
|                                         | Mietshaus in geschlossener Bebauung in Ecklage | Ulmenstraße 61 (Karte)                                                             | 1911 | Mit Laden, anspruchsvoll gestalteter Etagenwohnbau mit qualitätvoller Putzgliederung und figürlichem Reliefschmuck, Eckausbildung durch Abrundung, bewegte Massengliederung, im Reformstil der Zeit um 1910, baugeschichtlich und städtebaulich von Bedeutung | 09204540 |
|                                         | Mietshaus in halboffener Bebauung | Walter-Oertel-Straße 2 (Karte)                                                     | 1889 | Gründerzeitgebäude in Klinkerbauweise, baugeschichtlich und städtebaulich von Bedeutung. Ähnliche Gestaltung wie die Nachbarbebauung, allerdings baulich stärker vereinfacht. Der Denkmalwert ergibt sich ausschließlich aus dem städtebaulichen Wert des Hauses auf Grund der Gleichartigkeit der Bebauung in diesem Straßenabschnitt. | 09303189 |
|                                         | Mietshaus in geschlossener Bebauung | Walter-Oertel-Straße 4 (Karte)                                                     | 1900 | Traditionelles gründerzeitliches Gebäude in Klinker-Mischbauweise von städtebaulichem und baugeschichtlichem Wert, baugeschichtlich und städtebaulich von Bedeutung | 09300081 |
|                                         | Mietshaus in geschlossener Bebauung mit Vorgarten | Walter-Oertel-Straße 6 (Karte)                                                     | 1900 | Traditionelles gründerzeitliches Gebäude in Klinker-Mischbauweise von städtebaulichem und baugeschichtlichem Wert, baugeschichtlich und städtebaulich von Bedeutung | 09301047 |
|                                         | Mietshaus in geschlossener Bebauung mit Vorgarten | Walter-Oertel-Straße 27 (Karte)                                                    | 1910 | Qualitätvoller gründerzeitlicher Mietsbau, baugeschichtlich von Bedeutung, baugeschichtlich und städtebaulich von Bedeutung | 09204720 |
|                                         | Mietshaus in geschlossener Bebauung | Walter-Oertel-Straße 29 (Karte)                                                    | 1910 | Qualitätvoller Mietsbau mit differenzierter Putzgliederung, im Reformstil der Zeit nach 1910, baugeschichtlich und städtebaulich von Bedeutung | 09204419 |
| Weitere Bilder                          | Mietshaus in ehemals geschlossener Bebauung in Ecklage, mit Vorgarten und Einfriedung | Walter-Oertel-Straße 36 (Karte)                                                    | 1911 | Qualitätvoller Mietsbau in markanter städtebaulicher Situation, bewegte Massengliederung, Jugendstildekor, baugeschichtlich und städtebaulich von Bedeutung | 09204287 |
| Weitere Bilder                          | Mietshaus in geschlossener Bebauung in Ecklage mit Vorgarten | Walter-Oertel-Straße 38 (Karte)                                                    | 1912 | Qualitätvoll gestaltetes Etagenwohnhaus mit klar strukturierter Fassade in Ecklage, baugeschichtlich und städtebaulich von Bedeutung | 09204340 |
|                                         | Mietshaus in geschlossener Bebauung mit Vorgarten | Walter-Oertel-Straße 40 (Karte)                                                    | 1912 | Zeittypischer Mietsbau mit strenger Putzgliederung und sparsamem Jugendstildekor, baugeschichtlich und städtebaulich von Bedeutung | 09204422 |
| Weitere Bilder                          | Mietshaus in geschlossener Bebauung in Ecklage mit Vorgarten | Walter-Oertel-Straße 42 (Karte)                                                    | 1914 | Zeittypischer Mietsbau im Reformstil der Zeit um 1910, mit bewegter Massengliederung in markanter städtebaulicher Situation, baugeschichtlich und städtebaulich von Bedeutung | 09204418 |
| Weitere Bilder                          | Wohnhauszeilen einer Wohnanlage in geschlossener Blockrandbebauung (Einzeldenkmale der Sachgesamtheit 09302627) | Walter-Oertel-Straße 44, 46, 48, 50 (Karte)                                        | 1926–1927 | Einzeldenkmale der Sachgesamtheit Helenenhof; an drei Seiten eines Straßenblocks gruppierte Wohnanlage mit einem zentralen Torbau an der Walter-Oertel-Straße und akzentuierten Ecken, zurückhaltend expressionistische Formensprache mit traditionalistischen Akzenten, siehe auch unter Erich-Mühsam-Straße 2–10 sowie Georg-Landgraf-Straße 1–5, baugeschichtlich und städtebaulich von Bedeutung | 09204524 |
|                                         | Mehrfamilienhaus (bauliche Einheit mit Erich-Mühsam-Straße 1) mit Vorgarten | Walter-Oertel-Straße 50a (Karte)                                                   | Um 1930 | Teil einer gleichartigen Quartierbebauung, im Heimatstil der 1930er Jahre, baugeschichtlich und städtebaulich von Bedeutung | 09247678 |
|                                         | Mietshaus in geschlossener Bebauung mit Vorgarten und Einfriedung | Walter-Oertel-Straße 52 (Karte)                                                    | 1913 | Qualitätvoller Mietsbau mit markantem Mittelerker, im Reformstil der Zeit um 1910, Kachelverkleidung und Deckenstuck im Vestibül, baugeschichtlich und städtebaulich von Bedeutung | 09204554 |
|                                         | Mietshaus in geschlossener Bebauung in Ecklage mit Vorgarten und Einfriedung | Walter-Oertel-Straße 54 (Karte)                                                    | 1914 | Anspruchsvoll gestalteter Mietsbau in markanter städtebaulicher Situation, Kachelverkleidung und Stuckdekoration im Vestibül, baugeschichtlich und städtebaulich von Bedeutung | 09204553 |
|                                         | Mietshaus in geschlossener Bebauung | Walter-Oertel-Straße 55 (Karte)                                                    | 1906 | Zeittypisches gründerzeitliches Wohnhaus in Klinkermischbauweise von städtebaulichem und baugeschichtlichem Wert | 09247790 |
| Weitere Bilder                          | Mietshaus in geschlossener Bebauung in Ecklage mit Vorgarten | Walter-Oertel-Straße 56 (Karte)                                                    | 1910 | Qualitätvoller Mietsbau in markanter städtebaulicher Position, im Reformstil der Zeit um 1910, differenzierte Putzgliederung, baugeschichtlich und städtebaulich von Bedeutung | 09204552 |
| Weitere Bilder                          | Wohnhauszeile aus fünf Mietshäusern (mit Horst-Menzel-Straße 25) in geschlossener Blockrandbebauung, mit Vorgarten | Walter-Oertel-Straße 57, 59, 61, 63 (Karte)                                        | Mitte 1930er Jahre | Unter den zahlreichen Wohnanlagen der 1930er Jahre auf dem Kaßberg ist diese die am sorgfältigsten gestaltete, differenzierte Putzgliederung, außen und innen weitestgehend unverändert, siehe auch unter Horst-Menzel-Straße 25, baugeschichtlich und städtebaulich von Bedeutung | 09203846 |
|                                         | Mietshaus in geschlossener Bebauung mit Vorgarten | Walter-Oertel-Straße 58 (Karte)                                                    | 1912 | Zeittypischer Putzbau im Reformstil der Zeit um 1910, baugeschichtlich und städtebaulich von Bedeutung | 09203224 |
|                                         | Villa Fürstenheim mit Garten und Einfriedung | Weststraße 13 (Karte)                                                              | 1920er Jahre, im Kern wohl älter (1911) | Geschichtlich von Bedeutung als Villa des Warenhausdirektors Hermann Fürstenheim (Geschäftsleiter des Kaufhauses H. & C. Tietz, Chemnitz), der im Keller seines Hauses in der Reichspogromnacht 1938 ermordet wurde. Imposante Villa mit kräftiger Fassadendurchgliederung und markantem Eingangsbereich, hochwertige Vestibül- und Treppenhausausstattung, baugeschichtlich, personengeschichtlich und städtebaulich von Bedeutung. | 09204276 |
|                                         | Villa mit Garten und Resten der Einfriedung | Weststraße 15 (Karte)                                                              | 1895 | Schlichter, aber qualitätvoller gründerzeitlicher Villenbau mit feiner Originalputzstruktur, reizvoll gelegen in der Nachbarschaft weiterer Villen, baugeschichtlich und städtebaulich von Bedeutung | 09204277 |
|                                         | Mietshaus in offener Bebauung mit Vorgarten, Einfriedung und Hinterhaus | Weststraße 16 (Karte)                                                              | 1885 | Qualitätvoller Etagenwohnbau mit klar strukturierter, mittenbetonter Fassade und Bauschmuck in Formen der Neorenaissance, guter Erhaltungszustand, auch am Hinterhaus, baugeschichtlich und städtebaulich von Bedeutung | 09204274 |
| Weitere Bilder                          | Villa mit Garten und Einfriedung | Weststraße 17 (Karte)                                                              | 1896 | Repräsentative Villa von herausragender Gestaltungsqualität, ausgewogene Fassadengliederung, hochwertiger Dekor in Neorenaissance- und barockisierenden Formen, baugeschichtlich und städtebaulich von Bedeutung | 09204272 |
|                                         | Schule mit gestalteter Grünfläche vor der Schule, Einfriedungsmauern und Stützmauern (Berufliches Schulzentrum für Wirtschaft II, ehemals Handwerkerschule) | Weststraße 19 (Karte)                                                              | 1952–1954 | Zurückhaltender, aber anspruchsvoll gestalteter traditionalistischer Schulbau in markanter Lage, sehr guter Erhaltungszustand, baugeschichtlich von Bedeutung | 09204610 |
|                                         | Villa mit Garten und Einfriedung | Weststraße 21 (Karte)                                                              | 1905 | Besonders anspruchsvoll gestalteter Villenbau, biedermeierliche Stilsprache der Reformstilzeit um 1910, symmetrische Gesamtgliederung, charakteristische Eckloggien, baugeschichtlich und städtebaulich von Bedeutung | 09204302 |
|                                         | Mietshaus in geschlossener Bebauung in Ecklage mit Vorgarten | Weststraße 31 (Karte)                                                              | Bezeichnet mit 1899 | Hochwertiger Etagenwohnbau, neobarocke Einzelformen, markantes Eckmotiv, baugeschichtlich und städtebaulich von Bedeutung | 09204304 |
|                                         | Mietshaus in geschlossener Bebauung mit Vorgarten | Weststraße 33 (Karte)                                                              | 1899 | Anspruchsvoll gestalteter Etagenwohnbau, Neorenaissancemotive, symmetrische Fassadengliederung mit markanten Dacherkern, baugeschichtlich und städtebaulich von Bedeutung | 09204299 |
|                                         | Mietshaus in geschlossener Bebauung mit Vorgarten | Weststraße 35 (Karte)                                                              | 1900 | Qualitätvoller gründerzeitlicher Mietsbau mit charakteristischem Erkermotiv, baugeschichtlich und städtebaulich von Bedeutung | 09204300 |
|                                         | Mietshaus in geschlossener Bebauung mit Vorgarten | Weststraße 36 (Karte)                                                              | 1895 | Hochwertiger Etagenwohnbau, straffe symmetrische Fassadengliederung in Neorenaissanceformen, Inneres weitgehend unverändert, baugeschichtlich und städtebaulich von Bedeutung | 09204294 |
| Weitere Bilder                          | Mietshaus in geschlossener Bebauung mit Vorgarten | Weststraße 37 (Karte)                                                              | 1898 | Hochwertiger Etagenwohnbau, markantes Pilastermotiv, reicher Bauschmuck, Kachelverkleidung und Stuckdekoration im Vestibül, bauliche Einheit mit Nr. 39, baugeschichtlich und städtebaulich von Bedeutung | 09204301 |
|                                         | Mietshaus in geschlossener Bebauung mit Vorgarten | Weststraße 38 (Karte)                                                              | Bezeichnet mit 1897 | Anspruchsvoll gestalteter Etagenwohnbau, Neorenaissancemotive, markanter Dacherker und sechs originale Dachhäuschen, charakteristischer Mittelerker in Werkstein, Deckenstuck im Vestibül, einheitlich gestaltet mit Nr. 40, mit dieser verbunden durch gemeinsamen Mittelrisalit mit beherrschendem Dacherker, baugeschichtlich und städtebaulich von Bedeutung | 09204293 |
| Weitere Bilder                          | Mietshaus in geschlossener Bebauung in Ecklage mit Resten des Vorgartens | Weststraße 39 (Karte)                                                              | 1898 | Etagenwohnbau von besonders guter Qualität, charakteristische Akzentuierung des Eckbereichs, bauliche Einheit mit Nachbarhaus Nr. 37, baugeschichtlich und städtebaulich von Bedeutung | 09204305 |
|                                         | Mietshaus | Weststraße 40 (Karte)                                                              | Bezeichnet mit 1896 | Mietshaus in geschlossener Bebauung mit Vorgarten; anspruchsvoll gestalteter Etagenwohnbau, Neorenaissancemotive, markante Dacherker und vier originale Dachhäuschen, charakteristischer Mittelerker in Werkstein, einheitlich gestaltet mit Nr. 38, mit dieser verbunden durch gemeinsamen Mittelrisalit mit beherrschendem Dacherker, baugeschichtlich und städtebaulich von Bedeutung | 09204298 |
|                                         | Mietshaus in geschlossener Bebauung mit Vorgarten | Weststraße 42 (Karte)                                                              | 1898 | Gründerzeitlicher Etagenwohnbau von außergewöhnlicher Gestaltungsqualität, markanter Dacherker, Loggia mit charakteristischen Metalldetails, baugeschichtlich und städtebaulich von Bedeutung | 09204297 |
|                                         | Mietshaus in geschlossener Bebauung mit Vorgarten | Weststraße 43 (Karte)                                                              | 1903 | Einfacher späthistoristischer Mietsbau mit klar strukturierter Fassade, zurückhaltender Dekor, baugeschichtlich und städtebaulich von Bedeutung | 09204341 |
|                                         | Mietshaus in geschlossener Bebauung in Ecklage mit Resten des Vorgartens | Weststraße 44 (Karte)                                                              | Bezeichnet mit 1910 | Hochwertiger Etagenwohnbau in beherrschender städtebaulicher Situation, markante Akzentuierung des Eckbereichs, Holzloggien, Jugendstilmotive, baugeschichtlich und städtebaulich von Bedeutung | 09204296 |
|                                         | Mietshaus in geschlossener Bebauung mit Vorgarten | Weststraße 45 (Karte)                                                              | Bezeichnet mit 1911 | Qualitätvoller Mietsbau mit symmetrisch gegliederter Fassade und zurückhaltend-feinem Dekor, markante Dacherker, gestalterisch einheitlich mit dem Nachbarhaus Weststraße 47, baugeschichtlich und städtebaulich von Bedeutung | 09204351 |
|                                         | Mietshaus in geschlossener Bebauung in Ecklage mit Resten des Vorgartens | Weststraße 46 (Karte)                                                              | 1903 | Anspruchsvoll gestalteter Etagenwohnbau in markanter städtebaulicher Position, Marmorverkleidung und Stuckdekoration im Vestibül, Inneres weitgehend original, baugeschichtlich und städtebaulich von Bedeutung | 09204307 |
| Weitere Bilder                          | Mietshaus in geschlossener Bebauung mit Vorgarten | Weststraße 47 (Karte)                                                              | Bezeichnet mit 1911 | Qualitätvoller Mietsbau mit symmetrisch gegliederter Fassade und zurückhaltend-feinem Dekor, markante Dacherker, gestalterisch einheitlich mit dem Nachbarhaus Nr. 45, baugeschichtlich und städtebaulich von Bedeutung | 09204352 |
|                                         | Mietshaus in geschlossener Bebauung mit Vorgarten | Weststraße 48 (Karte)                                                              | 1900 | Qualitätvoller gründerzeitlicher Mietsbau mit symmetrischer, mittenbetonter Fassadengliederung und zeittypisch zurückhaltendem Dekor, baugeschichtlich und städtebaulich von Bedeutung | 09204342 |
|                                         | Mietshaus in geschlossener Bebauung mit Vorgarten | Weststraße 50 (Karte)                                                              | 1897 | Anspruchsvoll gestalteter Mietsbau mit reichem Dekor in Formen der Neorenaissance, baugeschichtlich und städtebaulich von Bedeutung | 09204343 |
| Weitere Bilder                          | Mietshaus in geschlossener Bebauung mit Vorgarten | Weststraße 52 (Karte)                                                              | 1897 | Qualitätvoller gründerzeitlicher Mietsbau mit markantem Standerkermotiv, symmetrische Fassadengliederung unter Bezug auf das Nachbarhaus Nr. 54, baugeschichtlich und städtebaulich von Bedeutung | 09204344 |
| Weitere Bilder                          | Mietshaus in geschlossener Bebauung in Ecklage mit Vorgarten und Läden | Weststraße 53 (Karte)                                                              | Bezeichnet mit 1905 | Stattliches Eckhaus mit lagebetonter Fassadengliederung, qualitätvolles Dekorsystem mit teils aufwendigen und ungewöhnlichen Details, baugeschichtlich und städtebaulich von Bedeutung | 09204350 |
| Weitere Bilder                          | Mietshaus in geschlossener Bebauung mit Vorgarten | Weststraße 54 (Karte)                                                              | 1897 | Qualitätvoller gründerzeitlicher Mietsbau mit markantem Standerkermotiv, symmetrische Fassadengliederung unter Bezug auf das Nachbarhaus Nr. 52, baugeschichtlich und städtebaulich von Bedeutung | 09204345 |
|                                         | Mietshaus in geschlossener Bebauung mit Vorgarten | Weststraße 55 (Karte)                                                              | Bezeichnet mit 1893 | Anspruchsvoll gestalteter, gründerzeitlicher Etagenwohnbau, ausgewogene, flankenbetonte Fassadengliederung, baugeschichtlich und städtebaulich von Bedeutung | 09204521 |
|                                         | Mietshaus in geschlossener Bebauung in Ecklage mit Vorgarten und Einfriedung | Weststraße 56 (Karte)                                                              | 1908 | Stattliches Eckmietshaus mit fein strukturierter Fassade und akzentuierendem Dekor, baugeschichtlich und städtebaulich von Bedeutung | 09204346 |
|                                         | Mietshaus in geschlossener Bebauung mit Vorgarten | Weststraße 57 (Karte)                                                              | 1898 | Anspruchsvoll gestalteter Etagenwohnbau, charakteristische Fassadengliederung, neogotische Stilmotive, Anlehnung an die Ziegelarchitektur der Hannoverschen Schule, baugeschichtlich und städtebaulich von Bedeutung | 09204520 |
|                                         | Mietshaus in geschlossener Bebauung mit Vorgarten | Weststraße 59 (Karte)                                                              | 1899 | Anspruchsvoll gestalteter Etagenwohnbau, charakteristische Fassadengliederung, neogotische Stilmotive, Anlehnung an die Ziegelarchitektur der Hannoverschen Schule, baugeschichtlich und städtebaulich von Bedeutung | 09204519 |
|                                         | Mietshaus in geschlossener Bebauung mit Vorgarten | Weststraße 60 (Karte)                                                              | 1902 | Qualitätvoller gründerzeitlicher Mietsbau, kräftig vorspringender Standerker mit markanter Bekrönung, baugeschichtlich und städtebaulich von Bedeutung | 09204711 |
|                                         | Mietshaus in ehemals geschlossener Bebauung mit Vorgarten | Weststraße 61 (Karte)                                                              | 1902 | Qualitätvoller gründerzeitlicher Mietsbau, ausgewogene Fassadengliederung in gelbem Ziegelverblender, baugeschichtlich und städtebaulich von Bedeutung | 09204539 |
|                                         | Mietshaus in geschlossener Bebauung mit Vorgarten | Weststraße 62 (Karte)                                                              | Bezeichnet mit 1900 | Qualitätvoller gründerzeitlicher Mietsbau mit ausgewogener flankenbetonter Fassadengliederung, baugeschichtlich und städtebaulich von Bedeutung | 09204481 |
|                                         | Mietshaus in geschlossener Bebauung mit Vorgarten | Weststraße 64 (Karte)                                                              | 1899 | Zeittypischer gründerzeitlicher Mietsbau mit ausgewogener Fassadengliederung und markantem Dacherker, baugeschichtlich und städtebaulich von Bedeutung | 09204480 |
|                                         | Mietshaus in geschlossener Bebauung mit Vorgarten | Weststraße 66 (Karte)                                                              | 1910 | Qualitätvoller Mietsbau mit ländlichen Schmuckelementen (Zierfachwerk) und zurückhaltendem Putzdekor, baugeschichtlich und städtebaulich von Bedeutung | 09204479 |
|                                         | Mietshaus in geschlossener Bebauung mit Vorgarten | Weststraße 68 (Karte)                                                              | 1910 | Qualitätvoller Mietsbau, im Reformstil der Zeit um 1900, mit ländlichen Schmuckelementen (Fachwerkgiebel) und Stuckgliederung im Vestibül, baugeschichtlich und städtebaulich von Bedeutung | 09204478 |
|                                         | Mietshaus in geschlossener Bebauung mit Vorgarten | Weststraße 69 (Karte)                                                              | 1904 | Gründerzeitliches Gebäude in Klinker-Mischbauweise in weitgehendem Originalzustand mit bemerkenswerter Innenausstattung, in baulich gleicher Gestaltung wie Nr. 71, baugeschichtlich und städtebaulich von Bedeutung | 09300080 |
| Weitere Bilder                          | Mietshaus in geschlossener Bebauung mit Vorgarten und Einfriedung (bauliche Einheit mit Franz-Mehring-Straße 2) | Weststraße 70 (Karte)                                                              | 1906 | Anspruchsvoll gestalteter Mietsbau, charakteristischer Bauschmuck, analog gestaltet zu Franz-Mehring-Straße 2, baugeschichtlich und städtebaulich von Bedeutung | 09204545 |
|                                         | Mietshaus in geschlossener Bebauung mit Vorgarten | Weststraße 71 (Karte)                                                              | 1904 | Zeittypischer gründerzeitlicher Mietsbau mit qualitätvoller Stuckgliederung im Vestibül, außen und innen unverändert, in baulich gleicher Gestaltung wie Nr. 69, baugeschichtlich und städtebaulich von Bedeutung | 09204571 |
|                                         | Wohnhaus in geschlossener Bebauung in Ecklage (bildet mit Franz-Mehring-Straße 1 eine bauliche Einheit) mit Vorgarten | Weststraße 76 (Karte)                                                              | Nach 1925 | Zeittypischer Putzbau in gutem Originalzustand von städtebaulichem, baugeschichtlichem und sozialgeschichtlichem Wert. Das Gebäude ist ein typisches Beispiel für den sozialen Wohnungsbau in den Jahren nach dem Ersten Weltkrieg. So entsprechen die Wohnungsgröße, die Anordnung der Zimmer, ihre Proportionen und Größen sowie die Gestaltung der Küche den Richtwerten der Entstehungszeit. Der Denkmalwert ergibt sich demnach vorrangig aus dem sozial- und baugeschichtlichen Wert des Hauses. Damit kommt dem Erhalt der Innenausstattung und der weitgehenden Wahrung der Wohnungsgrundrisse eine große Bedeutung zu. Weiterhin ergibt sich der Denkmalwert aus der städtebaulichen Bedeutung als markantes Eckgebäude an einer der meistbefahrenen Kreuzungen auf dem Kaßberg. | 09300734 |
|                                         | Drei Mietshäuser in geschlossener Bebauung konzipiert, mit Vorgärten | Weststraße 88, 90, 92 (Karte)                                                      | 1911 | Zeittypische Mietsbauten mit qualitätvollen Klinkerfassaden in ähnlicher Gestaltung eine Hausgruppe bildend, baugeschichtlich und städtebaulich von Bedeutung | 09302836 |
|                                         | Mietshaus in halboffener Bebauung mit Vorgarten | Weststraße 97 (Karte)                                                              | 1903 | Quartiertypischer Mietshausbau (Klinkerfassade) mit originaler Ausstattung, in ähnlicher Gestaltung wie Nr. 99, baugeschichtlich und städtebaulich von Bedeutung | 09203227 |
|                                         | Mietshaus in geschlossener Bebauung mit Vorgarten | Weststraße 99 (Karte)                                                              | 1903 | Quartiertypischer Mietshausbau (Klinkerfassade), in ähnlicher Gestaltung wie Nr. 97, baugeschichtlich und städtebaulich von Bedeutung | 09302991 |
|                                         | Mietshaus in geschlossener Bebauung mit Vorgarten und Einfriedung | Weststraße 101 (Karte)                                                             | 1908 laut Auskunft des Eigentümers | Streng gestalteter Mietsbau im Reformstil der Zeit um 1910, qualitätvoller Deckenstuck im Vestibül, baugeschichtlich und städtebaulich von Bedeutung | 09204572 |
| Weitere Bilder                          | Schule (Fortbildungszentrum, ehemals Realschule) | Wielandstraße 4 (Karte)                                                            | 1892–1893 | Repräsentativer Schulbau mit monumentalem Mittelbau, Neorenaissanceformen, ortsgeschichtlich und baugeschichtlich von Bedeutung | 09204611 |
| Weitere Bilder                          | Ehemalige Fabrik mit straßenseitigem Verwaltungstrakt und rückwärtig angebautem Produktionsgebäude sowie Vorgarten und Einfriedung (Sächsisches Landesarbeitsgericht, ehemals Tresorfabrik F. E. Baum) | Zwickauer Straße 54 (Karte)                                                        | 1912 | Hochwertiger Industriebau, qualitätvolle, gut erhaltene Fassadengestaltung, ortshistorisch, technikgeschichtlich und baugeschichtlich von Bedeutung | 09204595 |
| Weitere Bilder                          | Produktions- oder Verwaltungsgebäude einer Fabrik und Hofgebäude | Zwickauer Straße 58 (Karte)                                                        | Um 1910 | Qualitätvoller Industriebau mit geschossübergreifender Pilastergliederung, Hofgebäude mit Ziegelfassaden, ortshistorisch, technikgeschichtlich und baugeschichtlich von Bedeutung | 09204594 |
| Weitere Bilder                          | Verwaltungsgebäude der ehemaligen Weberei Seidler & Schreiber | Zwickauer Straße 62 (Karte)                                                        | Um 1900 | Qualitätvoller gründerzeitlicher Industriebau in prominenter städtebaulicher Situation, wirkungsvolle Höhenstaffelung, eröffnet die Randbebauung zwischen Kappelbach und Zwickauer Straße, ortshistorisch und baugeschichtlich von Bedeutung | 09204593 |
| Weitere Bilder                          | Mietshaus (zwei Hausnummern) in Ecklage | Zwickauer Straße 70, 72 (Karte)                                                    | 1886 | Qualitätvoller gründerzeitlicher Mietsbau in dominierender städtebaulicher Position, kräftige Fassadengliederung, baugeschichtlich und städtebaulich von Bedeutung | 09204406 |
| Weitere Bilder                          | Fabrik mit straßenparallelem viergeschossigem Produktionsgebäude in gelbem Ziegelverblender (1909), rückwärtigem viergeschossigem Produktionsgebäude in Backstein (1910, Geyer-Bau), viergeschossigem Produktionsgebäude mit Schieferverkleidung (1925–1926, Poelzig-Bau) an der Ulmenstraße, Heizhaus mit Kohlebunker (1927–28) im Fabrikhof sowie Einfriedung (ehemalige Trikotagenfabrik Sigmund Goeritz) | Zwickauer Straße 104, 106, 108 (Karte)                                             | 1909 (Fabrikgebäude); 1910 (Fabrikgebäude); 1925–1926 (Fabrikgebäude); 1927–1928 (Schornstein und Kohlebunker)                                                           | Einer der architektonisch bedeutsamsten Werkskomplexe der Stadt, qualitätvolle Bauten unterschiedlicher Perioden veranschaulichen das Wachstum der Anlage, die älteren Bauten vom Zwickauer Architekten Oskar Geyer, baukünstlerisch herausragend der Poelzig-Bau an der Ulmenstraße, als ein wichtiges Werk der 1920er Jahre von überregionaler Bedeutung, auch der Entwurf des Kohlebunkers und Heizhauses stammt von dem Berliner Architekten Hans Poelzig, ortsgeschichtlich, künstlerisch, technikhistorisch und baugeschichtlich von Bedeutung | 09204573 |
| Weitere Bilder                          | Mietshaus in Ecklage | Zwickauer Straße 116 (Karte)                                                       | Bezeichnet mit 1906 | Qualitätvoller späthistoristischer Mietsbau in dominierender städtebaulicher Situation, baugeschichtlich und städtebaulich von Bedeutung | 09204575 |

## Ehemalige Denkmäler
| Bild           | Bezeichnung                         | Lage                        | Datierung | Beschreibung | ID       |
| -------------- | ----------------------------------- | --------------------------- | --------- | --- | -------- |
| Weitere Bilder | Mietshaus                           | Limbacher Straße 37 (Karte) | 1902      | Mietshaus in halboffener Bebauung; Mietsbau von herausragender Qualität, reich gegliederte Putzfassade, neobarocke Stilmotive, baugeschichtlich und städtebaulich von Bedeutung. Abgerissen im Dezember 2013. | 09204586 |
|                | Fabrik, Schornstein und Einfriedung | Limbacher Straße 39 (Karte) | 1902      | Fabrik und Schornstein abgerissen zwischen 2001 und 2006, Einfriedung im Dezember 2013 abgerissen, Streichung aus der Denkmalliste vor 2010                                                                   |          |
| Weitere Bilder | Villa, Garten und Einfriedung       | Reichsstraße 32 (Karte)     | 1887      | Saniert, Streichung aus der Denkmalliste 2010 |          |

## Tabellenlegende
- Bild: Bild des Kulturdenkmals, ggf. zusätzlich mit einem Link zu weiteren Fotos des Kulturdenkmals im Medienarchiv Wikimedia Commons. Wenn man auf das Kamerasymbol klickt, können Fotos zu Kulturdenkmalen aus dieser Liste hochgeladen werden:
- Bezeichnung: Denkmalgeschützte Objekte und ggf. Bauwerksname des Kulturdenkmals
- Lage: Straßenname und Hausnummer oder Flurstücknummer des Kulturdenkmals. Die Grundsortierung der Liste erfolgt nach dieser Adresse. Der Link (Karte) führt zu verschiedenen Kartendiensten mit der Position des Kulturdenkmals. Fehlt dieser Link, wurden die Koordinaten noch nicht eingetragen. Sind diese bekannt, können sie über ein Tool mit einer Kartenansicht einfach nachgetragen werden. In dieser Kartenansicht sind Kulturdenkmale ohne Koordinaten mit einem roten bzw. orangen Marker dargestellt und können durch Verschieben auf die richtige Position in der Karte mit Koordinaten versehen werden. Kulturdenkmale ohne Bild sind an einem blauen bzw. roten Marker erkennbar.
- Datierung: Baubeginn, Fertigstellung, Datum der Erstnennung oder grobe zeitliche Einordnung entsprechend des Eintrags in der sächsischen Denkmaldatenbank
- Beschreibung: Kurzcharakteristik des Kulturdenkmals entsprechend des Eintrags in der sächsischen Denkmaldatenbank, ggf. ergänzt durch die dort nur selten veröffentlichten Erfassungstexte oder zusätzliche Informationen
- ID: Vom Landesamt für Denkmalpflege Sachsen vergebene, das Kulturdenkmal eindeutig identifizierende Objekt-Nummer. Der Link führt zum PDF-Denkmaldokument des Landesamtes für Denkmalpflege Sachsen. Bei ehemaligen Kulturdenkmalen können die Objektnummern unbekannt sein und deshalb fehlen bzw. die Links von aus der Datenbank entfernten Objektnummern ins Leere führen. Ein ggf. vorhandenes Icon  führt zu den Angaben des Kulturdenkmals bei Wikidata.

## Ausführliche Denkmaltexte
1. ↑  Fabrik Limbacher Straße 52, 54:

Die Entwicklung der Stadt Chemnitz zur Großstadt steht in engem Zusammenhang mit der Entwicklung der Textilindustrie im 19. Jahrhundert. Um 1800 entstanden in Chemnitz die ersten wasserradgetriebenen Spinnmühlen. Schon 1812 gab es 28 Spinnereien. Die Aufhebung der Kontinentalsperre führte zur Stagnation dieser Entwicklung, erst nach und nach erholte sich die Industrie, so dass es nach 1820 wieder zum Aufleben der Textilindustrie kam. In diesen Geschichtsprozess ordnet sich auch die Entstehung der Spinnerei in der Zwickauer Straße 52/54 ein.

Im Jahr 1822 erwarb der Chemnitzer Kaufmann Friedrich Eduard Oehlhey am Weg nach Altendorf (der heutigen Limbacher Straße) ein Landgrundstück und errichtete ein Jahr später eine Baumwollspinnerei. Der Betrieb prosperierte offenbar, brannte jedoch nach kurzer Zeit (zwischen 1831 und 1834) ab. Vermutlich unmittelbar danach wurde die Fabrik durch zwei neue Eigentümer in ursprünglicher Form wieder aufgebaut. In den nachfolgenden Jahren ist ein häufiger Besitzerwechsel zu verzeichnen. In den 50er Jahren des 19. Jahrhunderts erwirbt eine Eisengießerei das Gebäude für den Bau von Maschinenteilen und Modellen. Um 1873 befindet sich in diesem Gebäude die Werkzeugmaschinenfabrik Phönix, anschließend (bis etwa 1884) richtet dort die Sächsische Maschinenfabrik ein Lager für ihre Modelle ein. Schon nach 1900 muss dieses Gebäude teilweise als Wohnhaus und als Fabrikgebäude genutzt worden sein (dies ist literarisch überliefert, die Analyse des Bauwerkes bestätigt diese Aussagen). 1934 wird die ehemalige Spinnerei zum Wohnhaus umgebaut, es werden durch Einziehen von Zwischenwänden 22 Wohnungen annähernd gleicher Größe mit einfachem Standard geschaffen. In den Bauakten wird von der Schaffung von „Notwohnungen“ gesprochen, die jedoch den damaligen Mindeststandards entsprechen sollten. Dieser Umbau zum Wohnhaus ist der einzige wesentliche Eingriff in den Baubestand des alten Fabrikgebäudes, wobei es sich hierbei um reversible Einbauten handelt.

Die ehemalige Spinnerei weist die konstruktiven und gestalterischen Merkmale von Fabrikbauten des beginnenden 19. Jahrhunderts auf, die bis heute nicht verloren gegangen sind. Es handelt sich hierbei um einen breitgelagerten, dreigeschossigen, verputzten Bruchsteinbau, der durch ein Krüppelwalmdach abgeschlossen wird. Die Fassade wird geprägt durch die regelmäßig angeordneten Rechteckfenster, die von Natursteingewänden eingefasst sind. An der straßenabgewandten Traufseite befinden sich zwei Hauseingänge, vermutlich aus der Erbauungszeit. Die straßenseitigen Hauseingänge wurden dagegen zugesetzt, wobei anzunehmen ist, dass die Türportale erhalten sind, jedoch überputzt wurden. Der Putz wurde vermutlich im Zusammenhang mit dem Umbau zum Wohnhaus erneuert. Dabei wurde wahrscheinlich auch der Sockel aus regelmäßig behauenem Hilbersdorfer Porphyrtuff überputzt. Da auch im Dachgeschoss Wohnungen eingerichtet wurden, mussten die Lichtverhältnisse dort verbessert werden. Somit wurde der ursprünglich niedrigere Dachhecht durch einen größer dimensionierten Dachhecht ersetzt. Wie schon beschrieben, wurden im Inneren die ehemaligen großen Fabrikhallen der Spinnerei durch leichte Zwischenwände in Wohnungen bzw. im Erdgeschoss in Kellerräume unterteilt. Die beschriebenen baulichen Veränderungen sind zum einen reversibel und greifen nicht in wesentliche Teile des historischen Baus ein, zum anderen erhalten sie eine geschichtliche Bedeutung als Belege bestimmten historischen Geschehens (Wohnungsnot in den ausgehenden zwanziger Jahren und Schaffung von Notwohnungen sowie Auskunft über Standards im sozialen Wohnungsbau dieser Zeit).

Denkmalfähig ist das oben beschriebene ehemalige Fabrikgebäude auf Grund seines bau-, industrie- und stadtgeschichtlichen Wertes.

Diese frühen Fabrikbauten entwickelten sich vielfach aus den Mühlen, indem zunächst die Mühlen genutzt, umgenutzt und schließlich erweitert wurden. Es ist daher naheliegend, wenn man sich beim Neubau der Fabriken in der Wahl des Baumaterials und der konstruktiven Mittel an die Traditionen des Mühlenbaus anschließt. Damit stehen diese Bauten zugleich in der Tradition des Wohnhausbaus der Zeit um 1800 (mehrgeschossige Putzbauten auf längsrechteckigem Grundriss, zumeist von Krüppelwalmdächern abgeschlossen, traufseitig erschlossen, im Inneren quergeteilt mit zweiläufiger, querliegender Treppenanlage). Die rasante Weiterentwicklung der Technik im 19. Jahrhundert (Größe, Gewicht und Art der Maschinen, die daraus folgenden veränderten Ansprüche an die Tragfähigkeit der Decken und die räumlichen Anforderungen) führte schließlich zum Bau moderner Fabrikanlagen. Von den aus der frühen Phase der Industrialisierung stammenden Produktionsstätten blieben daher nur wenige Beispiele erhalten, wofür es die verschiedensten Gründe gab (u. a. ungünstige Verkehrsanbindung oder Energieversorgung, schlechte wirtschaftliche Lage des Unternehmens, frühzeitige Umnutzung, die keine größeren Änderungen des Gebäudes erforderlich machten). Als Beispiel für diese frühe Fabrikarchitektur erlangt die alte Spinnmühle in der Zwickauer Straße 52/54 baugeschichtliche Bedeutung.

Die Spinnmühle von G. F. Oelhey wurde 1823 noch weit vor den Toren der Stadt auf Altendorfer Flur in ländlicher Umgebung gebaut. Dieser Standort ergab sich aus der Notwendigkeit, die erforderliche Energie zum Betreiben der Maschinen aus Wasserkraft zu gewinnen. Die Reserven innerhalb des Stadtgebietes waren ausgeschöpft, so dass G. F. Oelhey ebenso wie andere Fabrikanten gezwungen waren, ins Umland auszuweichen. Dieser Ansiedlung von Fabriken in ländlicher Gegend folgt die Parzellierung des Grund und Bodens zum Bau von Wohnhäusern. Die ehemalige Spinnerei steht demzufolge am Beginn der Stadterweiterung nach Westen. Als solches kommt diesem Bauwerk stadtgeschichtliche Bedeutung zu.

Auch wenn die ursprünglichen Fabrikhallen durch das Einziehen von Zwischenwänden nicht direkt mehr erlebbar sind, lassen die Dimensionen des Gebäudes und die Erschließung der einzelnen Stockwerke Rückschlüsse auf die Produktionsweise des beginnenden 19. Jahrhunderts zu (z. B. Produktion über mehrere Stockwerke ohne Aufzugstechnik, Erschließung nur über Treppenhäuser, relativ kleine Fensteröffnungen im Vergleich zu späteren Industriebauten, keine Laderampen). Neben den Bild- und Schriftdokumenten wird damit auch das Bauwerk zum Zeugen industrieller Entwicklung und erlangt auf Grund seiner Authentizität industriegeschichtliche Bedeutung.

An der Erhaltung der ehemaligen Spinnmühle in der Limbacher Straße 52/54 besteht ein öffentliches Erhaltungsinteresse. Dieses ergibt sich vorrangig aus der Singularität derartig früher Spinnereien, dem hohen Grad an Authentizität des Bauwerkes und damit verbunden dem großen Aussagewert für die Bau-, Industrie- und Stadtgeschichte.

Die vorliegenden Ergebnisse der Denkmalerfassung zeigen, dass weniger als zehn vergleichbare Betriebe im Regierungsbezirk Chemnitz noch erhalten geblieben sind, die heute noch Zeugnis ablegen vom für den Regierungsbezirk Chemnitz bedeutendsten Industriezweig. Fast alle dieser Bauten sind durch langjährigen Leerstand in ihrem Bestand akut bedroht bzw. weisen heute schon erhebliche Baumängel auf.

In Chemnitz selbst blieben lediglich zwei Spinnmühlen der gleichen Bauzeit erhalten – die Spinnmühle im Chemnitzer Ortsteil Kleinolbersdorf-Altenhain (Amselgrund) von 1834 und die beschriebene Spinnmühle von G. F. Oelhey in der Zwickauer Straße aus der Zeit um 1835. Alle anderen Bauten der gleichen Bauzeit wurden mehr oder weniger stark umgebaut, so dass ihr Aussagewert erheblich gemindert wurde. Es ist daher richtig festzustellen, dass diese frühen Fabrikbauten singulär sind.

Mit der Bauzeit von 1835 gehört diese Spinnmühle zu den ältesten Fabrikbauten in Chemnitz überhaupt und erlangt schon hierdurch eine große geschichtliche Bedeutung.